# Matias Montinho
Matias Montinho (15 de Julho de 1990), é um atleta e velejador angolano. Disputou nos Jogos Olímpicos de Verão 2016, na classe 470 masculino junto com Paixão Afonso, sendo classificado em 26° lugar.